# Netjerduai

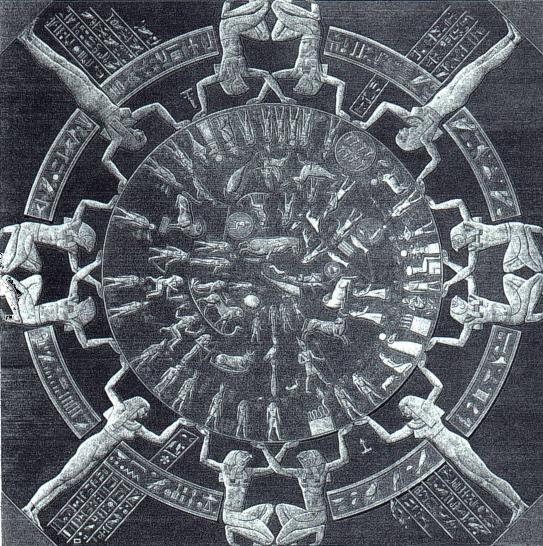
Copia del bassorilievo noto come "Zodiaco di Dendera", proveniente dal Tempio di Dendera e conservato al Museo del Louvre: esso rappresenta la posizione dei corpi celesti e descrive precisamente due giorni: il 25 settembre del 52 a.C. e il 7 marzo del 51 a.C.

Netjerduai ("Dio mattutino"; anche Seba-dja, "Astro transitante" e Seba-dja-Benu, "Astro transitante di Benu") è una divinità egizia appartenente alla religione dell'antico Egitto. Nella mitologia e nell'astronomia egizie, Netjerduai personificava, già a partire dall'Antico Regno, il pianeta Venere.

## Antico Regno
Nell'Antico Regno Netjerduai era percepito come un compagno del faraone defunto, incaricato di fare strada allo spirito di quest'ultimo attraverso il cielo; era infatti credenza dell'epoca che il re morto ascendesse al cielo congiungendosi agli astri. Inoltre, Netjerduai simboleggiava lo stesso faraone "a nome di Anubi - soprintendente della sala divina - che tramonta come l'astro del mattino". Netjerduai ebbe anche l'epiteto più tardo di "Circondato dai campi-Aaru" (la residenza delle anime dei giusti). Il faraone defunto era assimilato al bagliore dello stesso "astro mattutino" Netjerduai, di cui condivideva, in tale epoca, la manifestazione sotto forma di un falco divino - di Uadjadj "che nasce dal cielo" e di Horduati ("Horus del mattino"), una forma di Horus:
("Testi delle piramidi", 266)
Riassumendo, Netjerduai, divinità del pianeta Venere, poteva simboleggiare il faraone nei connotati di Anubi ma anche essere espresso sia come falco (Uadjadj) che, specificamente, come uno degli innumerevoli aspetti Horus (Horduati); inoltre, il faraone defunto era comparato alla luce emanata da questo dio-astro. 

### Iconografia

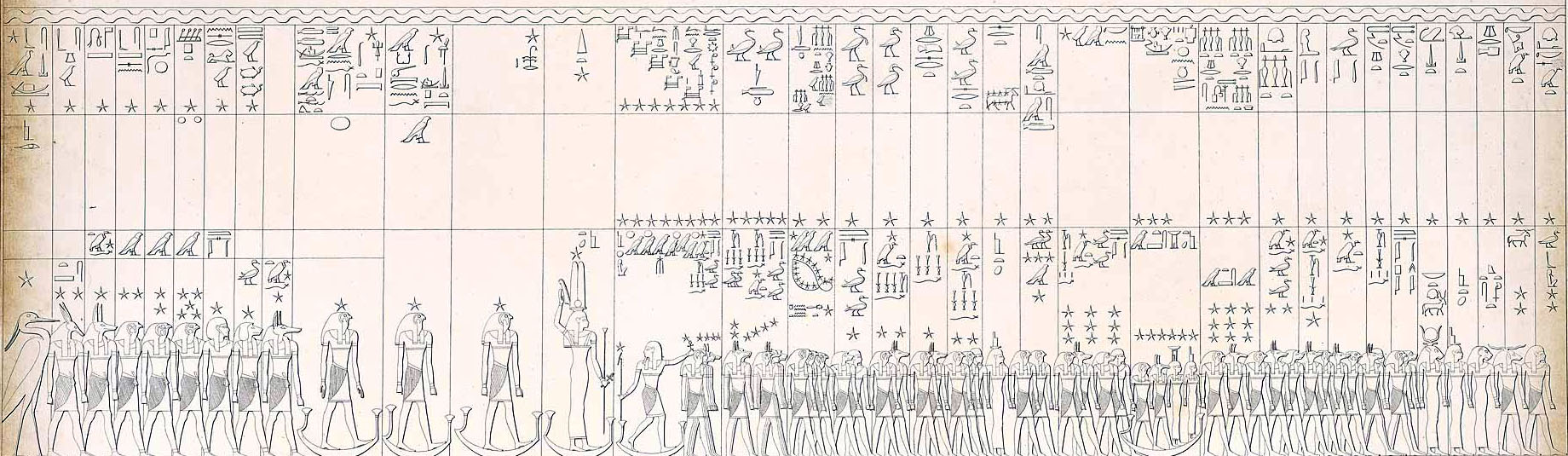
Copia di Karl Richard Lepsius della volta della camera funeraria di Seti I con la riproduzione del cielo, delle 36 "stelle decane" (Baktiu) degli astri e delle maggiori costellazioni.

Le uniche rappresentazioni finora note del dio Netjerduai risalgono all'epoca greco-romana. È rappresentato come un uccello con sei zampe, quattro ali e becco a forma di serpente: la medesima iconografia del dio Sebeg del pianeta Mercurio, il che sembra suggerire un'ipotetica fusione dei due nell'entità di Netjerduai-Sebeg. Inoltre, Netjerduai è attestato nella forma di uomo dalla testa di falco sormontata da un disco solare, in piedi su una barca. 

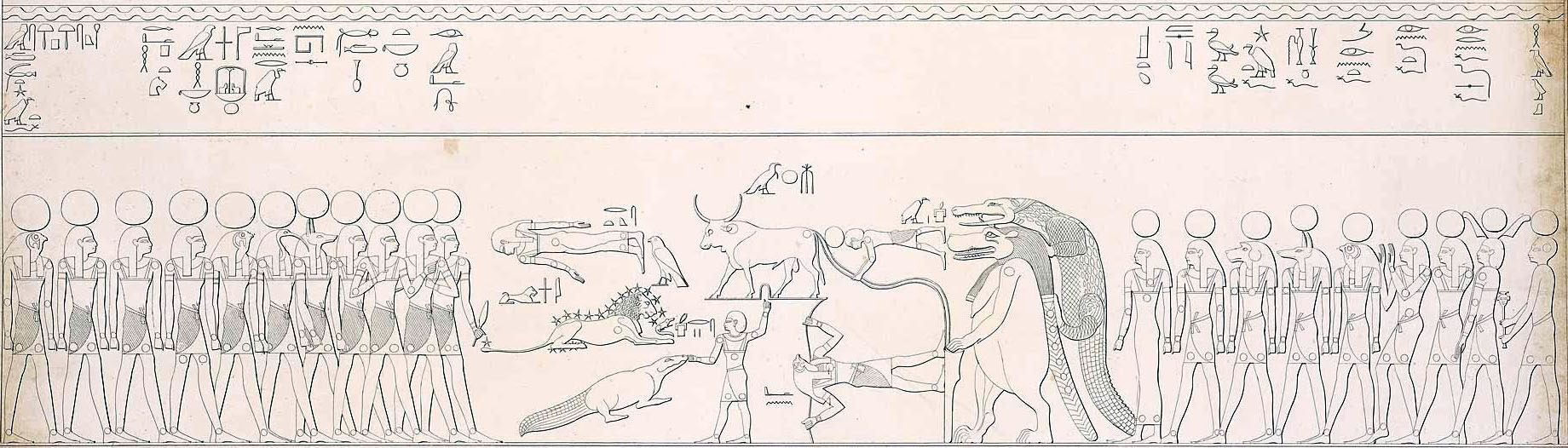
Copia di Karl Richard Lepsius della volta della camera funeraria di Seti I con la riproduzione del cielo, degli astri e delle maggiori costellazioni.